# U-Bahn-Station Stephansplatz
Stephansplatz is een metrostation in het district Innere Stadt van de Oostenrijkse hoofdstad Wenen. Het station werd geopend op 18 november 1978 als noordelijk eindpunt van lijn U1. De naam verwijst naar het plein rond de Stephansdom bij de noordelijke uitgang van het station.

## Geschiedenis
Het openbaar vervoer in Wenen kende van meet af aan geen goede verbindingen met het centrum binnen de Ringstraße. In de 19e waren plannen om een centraal station vlak bij de Stephansdom te bouwen, maar pas met de komst van de metro kreeg ook het gebied binnen de Ringstraße een goede aansluiting op het openbaar vervoer. Het metrobesluit van 26 januari 1968 voorzag o.a. In de U1 tussen Reumannplatz en Praterstern via Stephansplatz. De nadere uitwerking van het metronet, de U-Bahn-Netzvariante M uit 1970, toonde de kruisende U3 met overstap tussen de twee lijnen bij Stephansplatz.
De werkzaamheden aan het metrostation begonnen in mei 1973 en in augustus 1977 werd het diepste punt bereikt. Het station werd grotendeels gebouwd volgens de openbouwputmethode. Hierbij werd meteen rekening gehouden met de U3 die later gebouwd zou worden door de boven elkaar gelegen perrontunnels onder de Graben tegelijk te bouwen zodat de straat niet na een paar jaar weer opgebroken zou worden. De opening van het station stond gepland voor juni 1979 maar door de goede coördinatie was het station al in november 1978 gereed voor gebruik. Ten noorden van het station ligt tussen de sporen naar Schwedenplatz een derde spoor dat via een verbindingstunnel met de U4 ten noorden van Schottenring is verbonden. Door deze verbinding kunnen de metro's van de U1 ook de werkplaats in Heiligenstadt bereiken. Op 24 november 1979 werd de verdere route in noordelijke richting geopend. De bouw van de U3 begon in november 1983 en op 6 april 1991 werden de perrons bij Stephansplatz in gebruik genomen.

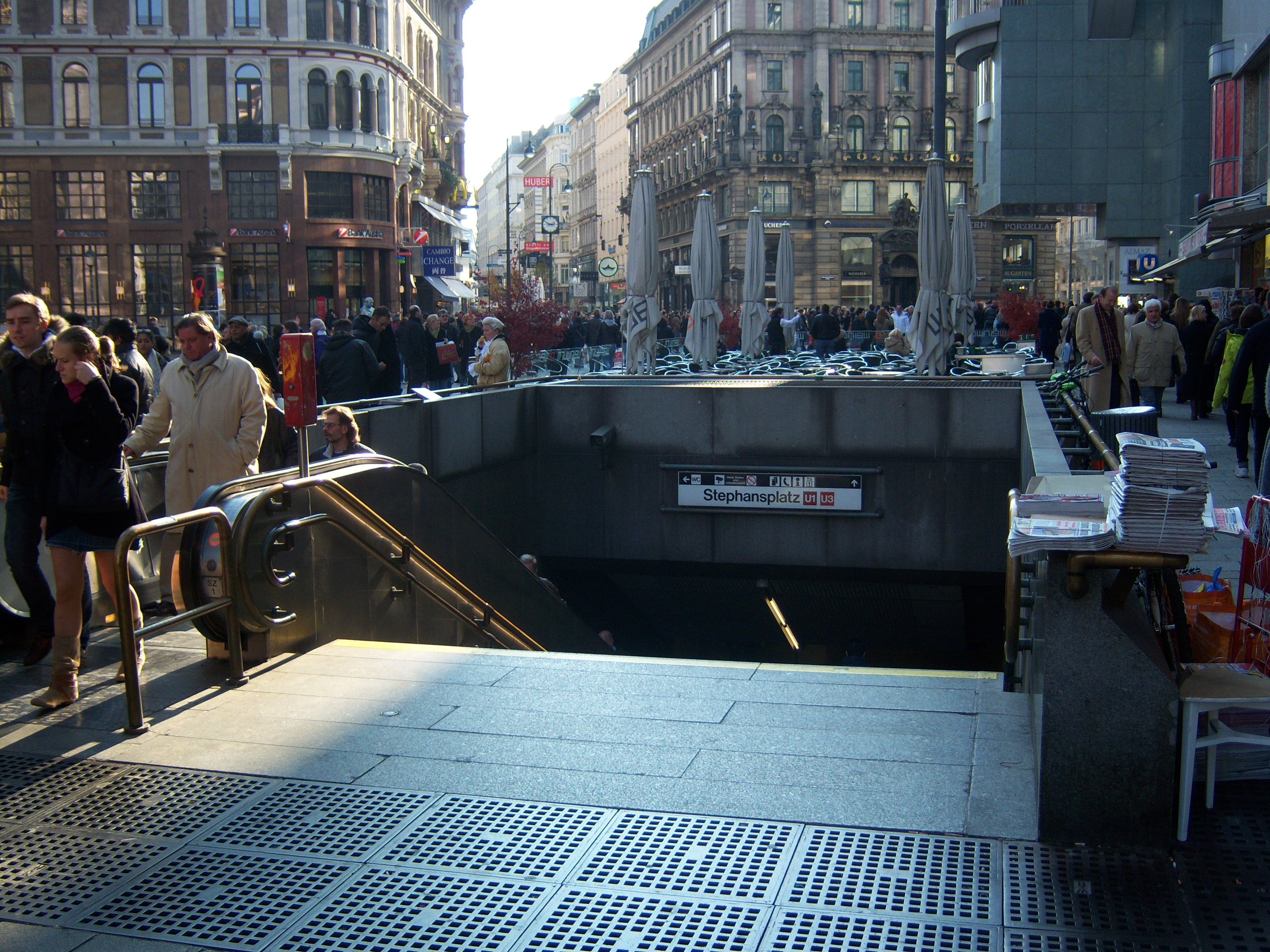
De ingang bij de Stephansplatz
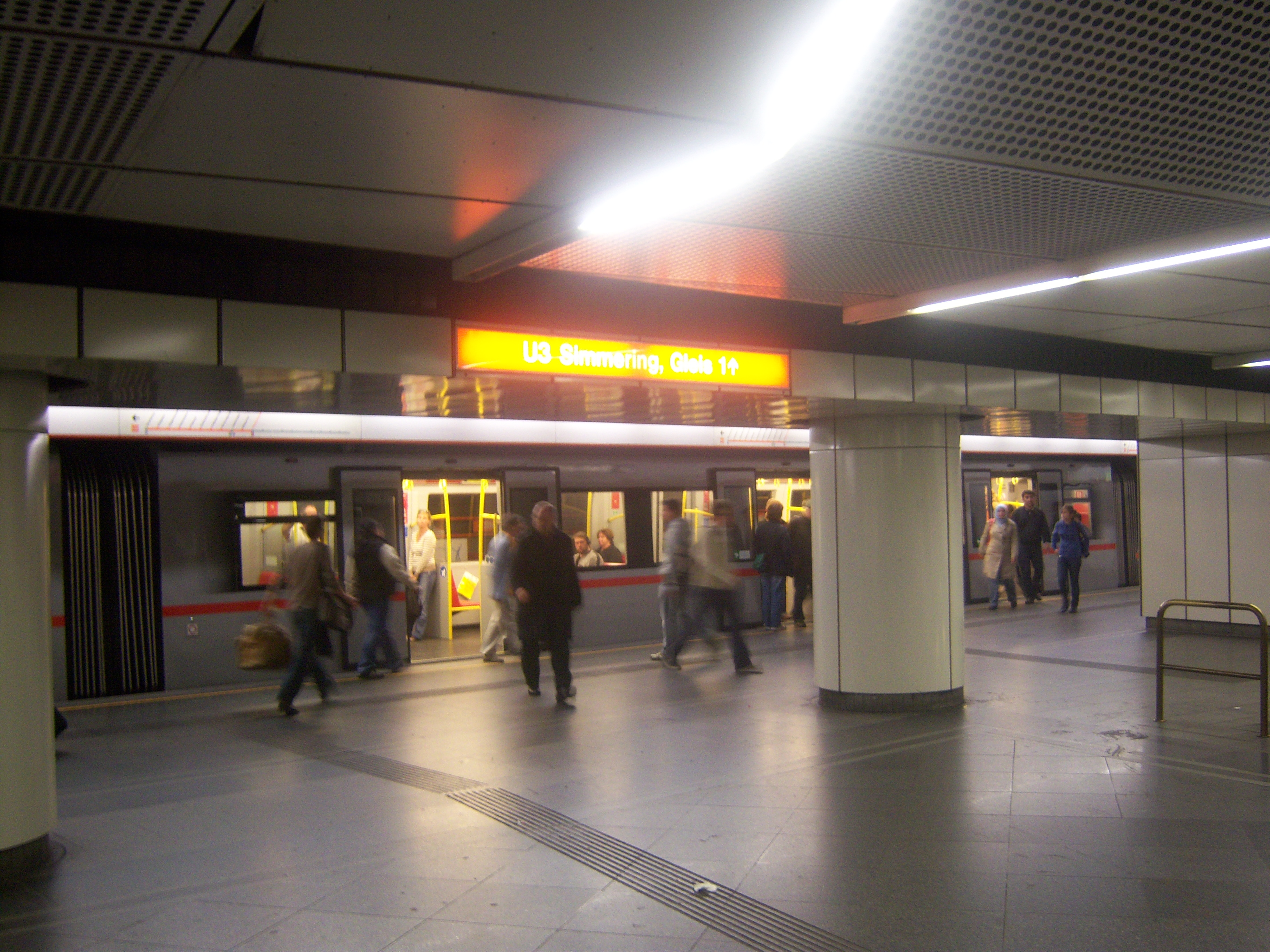
Perron van U3
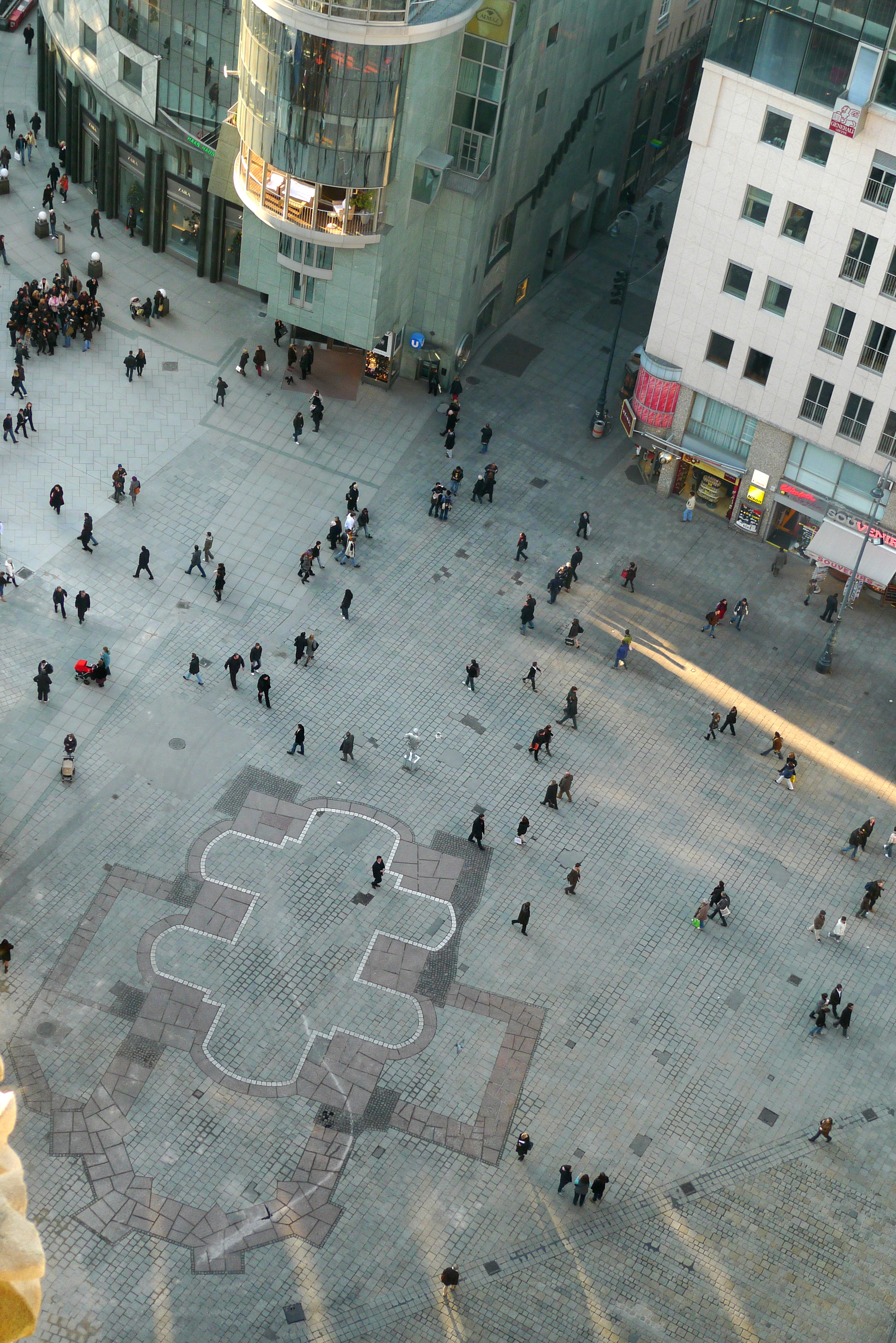
Omtrek van de Magdalenskapelle (rood) en Virgilkapelle (wit)

## Inrichting
De sporen van de metro liggen tot vier verdiepingen onder het straatniveau:
- Niveau -1: de verdeelhal met kaartverkoop en winkels.
- Niveau -2: 12 meter diep, het U3 perron richting Simmering en de toegang tot de Virgilkapelle.
- Niveau -3: 18 meter diep, het U3 perron richting Ottakring.
- Niveau -4: 27 meter diep, het kolommenstation van de U1.

De verdeelhal heeft toegangen op de Stephansplatz, aan de Graben, in de Kärntner Straße en de lift aan de Goldschmiedgasse. De toegangen met trappen en roltrappen zijn niet overdekt om het straatbeeld te beschermen. In de verdeelhal zijn verschillende winkels, waaronder filialen van twee bekende Weense bakkers, en een kaartverkoop van de Wiener Linien te vinden. De politiepost is op 14 oktober 2015 verhuisd naar Brandstätte 4. Rolstoelgebruikers kunnen alleen via de Goldschmiedgasse de verdeelhal bereiken, ondergronds zijn er drie liften beschikbaar tussen de verdeelhal en de perrons. De zijperrons van de U3 liggen boven elkaar aan de zuidkant en helemaal beneden ligt lijn U1 haaks op de U3. De voor het kolommenstation karakteristieke geur is aanleiding geweest voor broodjeaapverhalen. De werkelijkheid is echter dat de geur afkomstig is van een organisch bodemverdichtingsmiddel dat tijdens de bouw gebruikt is om verzakking van de Stephansdom te voorkomen. Tijdens warm weer treedt echter een chemische reactie op waarbij boterzuur ontstaat dat via het grondwater vrijkomt. Hierdoor ontstaat een slechte geur in het station en op sommige plekken ook afzettingen in het station.

## Virgilkapelle

De Virgilkapelle

Voorafgaand aan de bouw van het station werden tijdens archeologisch onderzoek in 1972 de fundamenten van de voormalige Magdalenskapelle blootgelegd. Hierbij werd onder de fundamenten ook de in de vergetelheid geraakte ondergrondse Virgilkapelle ontdekt. Deze kapel is rond 1240 gebouwd en op een onbekend moment gesloten en volgestort. Na het verwijderen van de vulling bleek de kapel nog geheel intact. In verband met de bouw van het station werd de westgevel van de kapel verwijderd. Oorspronkelijk had de kapel geen ramen en deuren en was alleen met een trap van boven toegankelijk. De kapel werd in het project geïntegreerd en door het verwijderen van de westgevel is de kapel vanuit het station bereikbaar. Vanaf niveau – 2 kunnen de bezoekers via een gang de kapel in terwijl de glazen oostwand van de verdeelhal, op niveau -1 een blik in de kapel mogelijk maakt. Tijdens de conservering tussen 2008 en 2015 was de kapel gesloten voor bezoekers. Na de restauratie is ook een klein museum geopend op niveau -2. Bovengronds zijn de omtrekken van de kapellen in het plaveisel aangebracht.